# 東京クラッソ!NEO
『東京クラッソ!NEO』（とうきょうクラッソ ネオ）は、日本のテレビ番組。TOKYO MXの東京都単独提供番組。2016年10月2日放送開始、2019年3月31日終了。

## 概要
前身の『東京クラッソ!』を引き継いだ東京都提供の広報番組。東京のカルチャー・レジャー・グルメなどを題材としたVTRをもとに、スタジオでトークを展開する。
この通常回のほか、不定期で関根らも含めての全編ロケ篇や、都主催のイベント内での公開録画などの特別内容もある。特別篇の場合、会談やゲストコメント等で東京都知事が関与するケースが多い。
番組後半には前身から引き続き東京都を紹介するミニコーナー『Made in TOKYO』と、都の施設やイベントの告知がある。
YouTubeのTOKYO MX公式チャンネルおよび東京都チャンネルで過去の放送分を見ることができ、番組HP上からもリンクしている。
2019年3月31日、番組史上最初で最後となる2時間特番（20時開始）「さよなら平成スペシャル」をもって番組終了。放送内で関根らは特に終了に触れることなく通常回のようなエンディングののち、最後に「長い間ご視聴ありがとうございました」とのテロップのみでの告知であった。
後継の番組はなく、1999年開始のTokYo,Boyから続いてきたMXにおける東京都広報番組の日曜夜の30分枠はこれをもって幕を閉じることとなった。

### 変遷
番組開始 - 2017年3月
スタジオは平面に司会と週担当とその他（基本的に近隣回を担当）のプレゼンター5-6名程度が2ブロックに並ぶ。
雛壇トーク番組の性質も持ち、さらに初期にはプレゼンターの芸人によるネタのコーナーが時折放送されたこともあり、東京都の広報番組ながら非常に賑やかでバラエティ色が強かった。
2017年4月 - 2018年9月
スタジオのセットが刷新、1つのテーブルを左手に関根・本田、右側にプレゼンターが囲む形態に変わった。1回当たりのプレゼンターは3-4名に減ったこともあり、初期より落ち着いたトーンとなった。
2018年10月 -
本田が産休に入るため降板、大橋に交代した。
再びセットが刷新され、プレゼンターに代わりスタジオゲストを迎える形に変わった。このため、プレゼンターはレポーターに事実上の格下げとなったほか、1回に放送される複数のVTRのうち一部にしか登場しないケース、また時折レポーターを起用しない回も見られるようになった。

## 放送時間
2018年4月1日 - 2019年3月31日
- 毎週日曜日21:29 - 22:00（※放送開始が1分繰り上がり、前番組の水曜どうでしょうClassicからのステブレレスとなった。正味時間が増えたわけではなく終了もその分早まり、22時台からアニメ枠であることから関連したステブレの放映に充てられた）

2016年10月2日 - 2018年3月25日
- 毎週日曜日21:30 - 22:00

※前身『東京クラッソ!』とは違い、再放送はない
※年数回程度、21時開始の1時間スペシャルが放送されることがある。原則として前述の特別内容で、都知事が出演等で関与するケースが多い

## 出演者
司会
- 関根勤
- 大橋未歩

主なプレゼンター・レポーター（複数回担当経験者）
- 石井てる美
- まぁこ
- 磁石
- ウエストランド
- 右手愛美
- 春風亭ぴっかり☆
- 流れ星
- イワイガワ
- 阿佐ヶ谷姉妹
- 三拍子
- タイムマシーン3号
- やす
- 野呂佳代
- フォーリンラブ
- ブリリアン
- 敦士
- 安藤なつ
- ノッチ

主なスタジオゲスト（2018年10月-）
- YOU
- 清水ミチコ
- 土田晃之
- 光浦靖子
- 原口あきまさ
- 坂下千里子

ナレーター
- 福田亨

### 過去の出演者
司会
- 本田朋子（番組開始 - 2018年9月）

ナレーター
- ケンキ（番組開始 - 2018年9月）